# Albert Schumann (Zirkusdirektor)
Albert Schumann (* 22. Februar 1858 in Wien; † 15. August 1939 in Neuenhagen bei Berlin) war ein deutscher Dressurreiter und Zirkusdirektor.

## Leben
Schumann wurde als Sohn des Zirkusreiters des Circus Renz, Gotthold Schumann, geboren und erlernte seit seinem dritten Lebensjahr das Zirkusreiten. 1876 trennte er sich von seinem Vater und dessen seit 1871 bestehendem Unternehmen und stand bei anderen Gesellschaften in Diensten. Seit seinem Engagement im Cirque Royal in Brüssel war er überwiegend als Dressurreiter tätig und entwickelte sich zum uneingeschränkten Meister seines Faches. 1882 folgte er seinem Vater nach Skandinavien. Nach dessen Rückkehr nach Deutschland gründete Schumann 1885 einen eigenen Zirkus in Malmö.
1890 gastierte er erstmals in Wien in einem Zirkuszelt, 1892 in Berlin. In Wien ließ er 1890/1891 einen Holzbau im 15. Wiener Gemeindebezirk, Mariahilfer Gürtel, errichten, und ersetzte diesen 1892 durch ein Gebäude für 3500 Zuschauer. 1903/1904 wurde ein umfangreicher steinerner Zirkusgebäudekomplex für 5000 Zuschauer im 15. Wiener Gemeindebezirk, Märzstraße 6–8, erbaut. 1893/1894 gastierte er erstmals in Frankfurt am Main in einem provisorisch errichteten Gebäude. In Berlin übernahm er 1899 das Gebäude des ehemaligen Zirkus Renz, das 1918 von Max Reinhardt erworben und zum Großen Schauspielhaus umgebaut wurde. 1904/1905 ließ er in Frankfurt am Main das Albert-Schumann-Theater errichten, das nach dem Berliner Cirkus Renz der zweite feste Zirkusbau in Deutschland war. Schumann zog sich 1919 ins Privatleben zurück, erwarb ein Grundstück in Neuenhagen bei Berlin und lebte von den Erträgen des Frankfurter Schumann-Theaters.

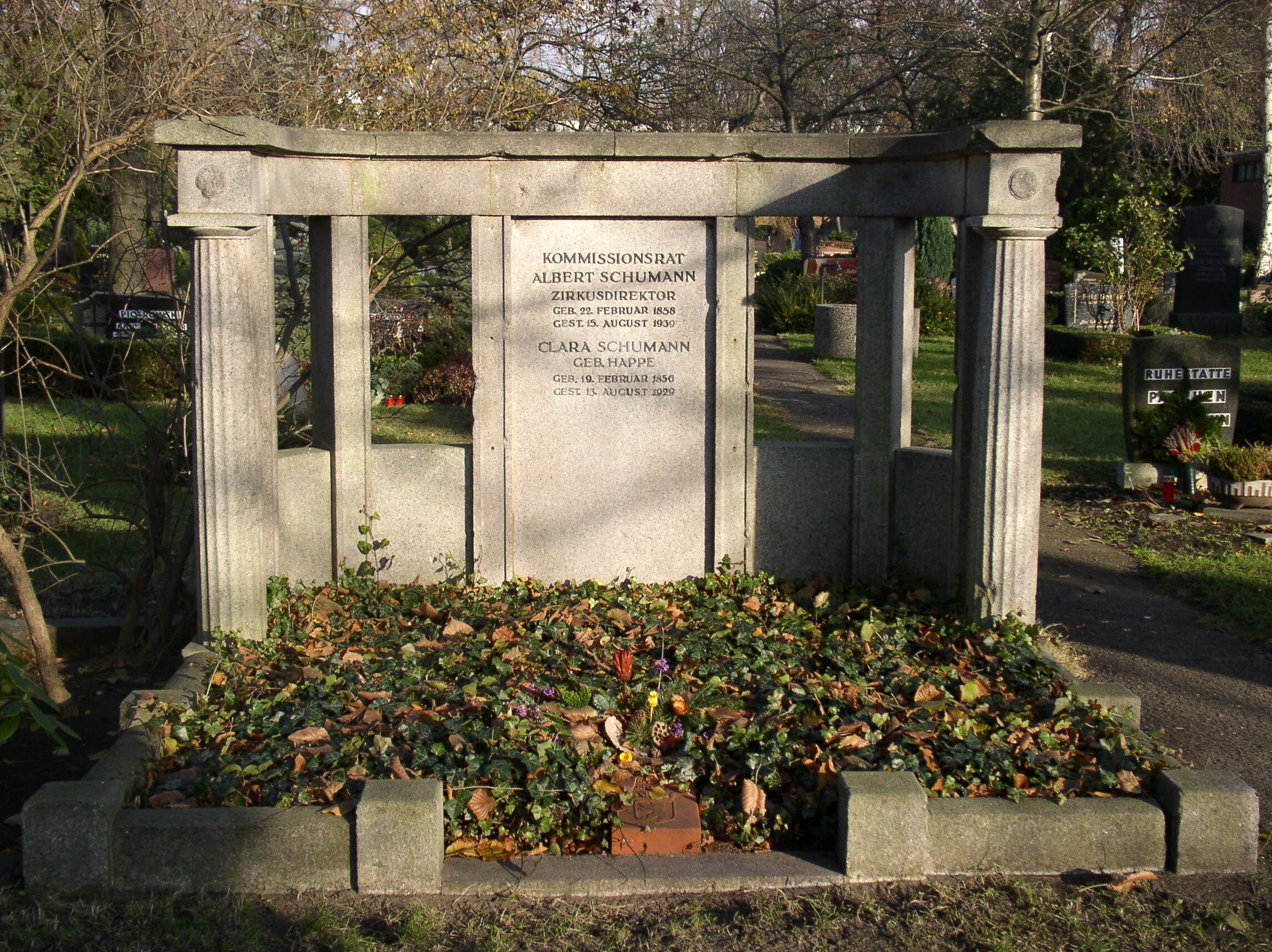
Grabstätte

Er wurde auf dem Dorotheenstädtischen Friedhof II (Hauptweg – 1–13/14) in Berlin-Mitte bestattet. Sein Grab ist seit 1984 als Ehrengrab der Stadt Berlin gewidmet.